# Maria Tănase
Maria Tănase (Bucarest, 25 settembre 1913 – 22 giugno 1963) è stata una cantante romena di musica popolare soprannominata la Édith Piaf di Bucarest.

## Biografia
Nata come terza figlia di un fioraio Ion Coandă Tănase e di Ana Munteanu i quali trasmetteranno alla figlia l'amore per la musica popolare. Frequenta la scuola primaria n° 11, Tăbăcari, poi il liceo "Ion Heliade Rădulescu". Appare la prima volta sul palco del teatro di rivista di Costantin Tănase in "Cărăbuş-Express" con lo pseudonimo di Mary Atanasiu.
Nel 1938 per la Società Romena Radiofonica compie la sua prima registrazione e da lì incomincia il suo successo che la porterà ad essere una delle cantanti più amate dai rumeni e conosciute nel mondo della Romania tanto che nel 1938 rappresentò la Romania, assieme ad altri artisti come Constantin Brâncuși, all'Esposizione Mondiale di Parigi. Le sue prime opere di questi anni verranno distrutte nel 1940 dalla Guardia di Ferro col pretesto che storpiavano l'autentica musica popolare romena. In realtà il motivo vero che mosse questi legionari antisemiti sembrerebbe essere stato che nel circolo di amici che frequentava la cantante c'erano anche degli ebrei come l'etnologista Harry Brauner, fratello del pittore Victor Brauner, ed il giornalista Ştefan Roll.
Nel 1955 vinse il "Premio di Stato" e nel 1957 il titolo di "Artista emerita".
Morì di cancro nel 1963 ed è stata sepolta nel cimitero Bellu.
Nel 2005 un altro noto artista rumeno, il violinista e compositore Alexander Bălănescu, assieme al suo quartetto le tributa un disco dal titolo Maria T con ritmi e canzoni che vengono ripresi anche dal suo repertorio.